# Dalaffilla
El Dabbayra, també anomenat Gabuli o Alu-Dalafilla és un estratovolcà amb fissures de la depressió d'Àfar, Etiòpia. El seu cim s'eleva fins als 578 msnm. La darrera erupció va tenir lloc el 2008, quan va produir diversos fluxos de lava pels seus flancs occidental i nord-occidental que es van desplaçar cap al nord-est.